# Кривавий каньйон
Кривавий каньйон — долина, розташована на теренах округу Моно, штат Каліфорнія, США. Був названий кривавим з декількох причин: в пам'ять про різанину між індіанцями Моно та Авагні, внаслідок якої було вбито дуже велика кількість осіб. Також існує й інша версія. Згідно з «Журналом Рамблінґса. Через Високу Сьєрру», каньйон був названий «Кривавий» через гостре каміння, яке обдирало ноги коням.
Кривавий каньйон розташований на південь від Каньйону Лі Вінінґа і на північ від Червневих озер Луп. Одним з найкрасивіших місць каньйон є стежка, йдучи вздовж якої можна вдосталь насолодитися чудовим краєвидом.